# Claire Voyant (Timely Comics)
Claire Voyant, nota anche come Vedova Nera (Black Widow), è un personaggio dei fumetti creato da George Kapitan (testi) e Harry Sahle (disegni), pubblicato dalla Timely Comics (in seguito Marvel Comics). La sua prima apparizione avviene in Mystic Comics (Vol. 1) n. 4 (agosto 1940).
Medium resuscitata da Satana e dotata di poteri soprannaturali dopo avere stretto un patto con lui, Claire Voyant è un'antieroina che uccide i malvagi per consegnarne le anime al Diavolo senza provare alcun rimorso o esitazione pur nutrendo invece profonda empatia per le vittime di ingiustizie. Da un punto di vista storico la Vedova Nera è stata il primo personaggio femminile in costume dotato di superpoteri difatti, nonostante altre supereroine siano state pubblicate prima di lei, esse erano tutte prive di un costume caratteristico o di superpoteri.

## Storia editoriale
La Vedova Nera è esordita nel periodo definito "Golden Age dei fumetti" su Mystic Comics n. 4-5 (agosto 1940-marzo 1941) in due storie della rispettiva durata di 7 e 8 pagine scritte da George Kapitan e disegnate da Harry Sahle, per poi ricomparire nel settimo numero della testata (dicembre 1941) in una storia di 5 pagine disegnata da Stan Drake, e su USA Comics n. 5, pubblicato nell'estate 1942, con un racconto di 5 pagine disegnato da Mike Sekowsky ed inchiostrato da Geroge Klein. Infine è stata protagonista di un'altra storia di 5 pagine con disegni attribuiti a Drake in All-Select Comics n. 1 nell'autunno del 1943; quest'ultima storia è stata ristampata nel 1974 insieme al resto della collana, dalla casa editrice Flashback di Alan L. Light come Special Edition Reprints n. 14.
La successiva apparizione del personaggio avviene 51 anni dopo sotto forma di cameo in un flashback nel primo albo (gennaio 1994) della miniserie Marvels di Kurt Busiek e Alex Ross, e di nuovo in Marvel Knights Spider-Man n. 9 (febbraio 2005) scritto da Mark Millar ed illustrato da Terry Dodson.
La Vedova Nera ritorna nella serie del 2008 The Twelve ad opera di J. Michael Straczynski e Chris Weston, dove viene risvegliata nel presente dopo 63 anni di ibernazione insieme ad altri 11 eroi dell'epoca della seconda guerra mondiale, ricominciando a prestare servizio come "strumento di vendetta" per una agenzia sconosciuta. Tramite una manovra di ret-con è stato inoltre determinato che molte delle sue avventure della Golden Age sono state romanzate in forma di fumetto come propaganda voluta dall'esercito statunitense.

## Biografia del personaggio

### Primi anni
Nel 1940 la medium Claire Voyant viene assunta per una seduta spiritica dalla famiglia Wagler per evocare lo spirito del loro recentemente defunto patriarca; durante la seduta la donna viene però posseduta da Satana e quando i Wagler, profondamente delusi, abbandonano lo studio, essa lancia contro di loro una maledizione facendo sì che il Diavolo mandi fuori strada la vettura dei Wagler e solo uno dei figli, James, riesca a salvarsi. in cerca di vendetta, il ragazzo torna della medium e la uccide.
Discesa all'Inferno, la donna viene rianimata da Satana, che decide di asservirla, dotarla di enormi poteri demoniaci e rimandarla sulla Terra per condurre agli inferi le anime dei malvagi.
Il suo primo incarico è quello di uccidere James Wagler come vendetta per ciò che le ha fatto, successivamente viene inviata a prendere l'anima del criminale Garvey Lang, che dapprima tenta di far uccidere da alcuni suoi complici manipolandoli mentalmente, senza però raggiungere il suo obiettivo, dopodiché, durante una festa mascherata, lo irretisce e si apparta con lui uccidendolo lei stessa con il suo tocco mortale. Viene poi la volta di due trafficanti d'armi, Lewis e Sykes, e di un malvivente che trae profitto dagli omicidi, Karl Koodamore.
La missione successiva della Vedova Nera è di uccidere un guaritore ciarlatano, Ogor, il quale però muore di infarto prima che lei potesse agire. In uno slancio di pietà, prima di tornare all'Inferno, la donna fa ricresce la gamba recentemente amputata ad un ragazzino che si era rivolto a Ogor in cerca di aiuto.

### Retcon
Nata a New York a inizio novecento Claire Voyant vende l'anima al Diavolo nel 1928 per vendicare la morte di sua sorella Deborah "Debbie" Voyant, irretita e uccisa dall'altolocato malvivente Lester Maddox; la donna viene dunque trasformata in uno strumento al servizio delle forze demoniache, la Vedova Nera, le cui vicende proseguono per tutti gli anni quaranta e la vedono schierarsi anche con altri supereroi nel corso della seconda guerra mondiale apparentemente per riscuotere un debito avuto dai nazisti verso il suo signore. 
Il 25 aprile 1945, nel corso della Battaglia di Berlino, la Vedova Nera combatte al fianco di Blue Blade, Capitan Wonder, Dynamic Man, Electro, Maschera di fuoco, l'Uomo che Ride, Master Mind Excello, Mister E, il Reporter Fantasma, Rockman e il Testimone, finendo tuttavia per essere intrappolata e messa in ibernazione assieme a tutti loro in un bunker nazista che rimane però sepolto dal crollo del palazzo sovrastante a causa di un bombardamento, cosa che, assieme all'esecuzione dei gerarchi nazisti a conoscenza della sua ubicazione, fa sì che i membri del gruppo di eroi vengano dati per dispersi.
Dopo 63 anni, durante dei lavori edili, il bunker viene scoperto e "I dodici", Claire inclusa, risvegliati e riportati in patria, dove accettano di lavorare per un'imprecisata agenzia governativa. Nonostante rimanga vincolata dal patto stretto decenni prima col Diavolo, la Vedova Nera riesce ad adattarsi alla vita nel XXI secolo, si innamora di Dick Jones (il Reporter Fantasma) e contribuisce ad affrontare Dynamic Man, reso folle dalla sua omofobia, dopodiché va a convivere con Dick divenendo un'agente operativa della Exc Enterprises.

## Poteri e abilità
Anche prima della sua trasformazione nella Vedova Nera, Claire Voyant ha dimostrato di possedere poteri paranormali grazie ai quali è in grado di comunicare coi morti. Dopo averl resuscitata Satana le ha inoltre conferito poteri enormi: forza, agilità e resistenza sovrumane, capacità di rendersi invisibile, di cambiare aspetto, di volare, di teletrasportarsi a piacimento tra la Terra e gli inferi, di manipolare la mente generando illusioni e di guarire. Essendo già stata uccisa, la Vedova Nera è immortale e completamente immune a qualsiasi ulteriore tentativo di assassinarla.
La Vedova Nera è inoltre in grado di uccidere con il solo tocco della mano e spedire l'anima del malcapitato all'Inferno lasciandogli impresso nella carne l'immagine di una vedova nera.
Dopo il ret-con, molti dei poteri della Vedova Nera sono rimasti inalterati, tra cui il volo, le capacità fisiche sovrumane, le capacità psichiche ed illusorie, l'immortalità e la capacità di uccidere con un tocco; tuttavia non è chiaro quanti altri poteri siano stati mantenuti.

## Altri media

### Videogiochi
Clair Voyant compare come personaggio giocabile in Marvel: Sfida dei Campioni.